# Oliver Elias
Oliver Elias (* 5. Dezember 1971 in Bremen) ist ein deutscher Schauspieler, Regisseur, Synchron- und Hörspielsprecher.

## Leben
Der Sohn des Schauspielers Buddy Elias und der Schauspielerin Gerti Wiedner sowie der Bruder von Patrick Elias ist bereits seit Kinderzeiten im Film, Synchron, Rundfunk- und Hörspielgeschäft anzutreffen. Er wuchs in Berlin und Basel auf und absolvierte sein Abitur in der Schweiz, nach welchem er in Berlin das Schauspielstudio Maria Körber nach drei Jahren Studium abschloss.
Sein Debüt gab er in dem 1983 erschienenen Spielfilm Der Fall Oppenheimer und war seitdem regelmäßig im Fernsehen zu sehen, wie z. B. in den Produktionen Durchreise, Air Albatros, Großstadtrevier, Adelheid und ihre Mörder und Streit um drei sowie in einigen Spielfilmen, zu denen Marlene, Das größte Fest des Jahres – Weihnachten bei unseren Fernsehfamilien und Das Sichtbare und das Unsichtbare zählen.
Sein schauspielerischer Durchbruch gelang ihm mit der Hauptrolle des Polizeiobermeisters Jan Eisnach in der Krimiserie Abschnitt 40 und der des Benjamin in der Reihe St. Angela, aber auch durch die des Jörg Liebermann in der Serie Mit Leib und Seele. Immer wieder trat er auch an verschiedenen Bühnen auf, wie im Schloßparktheater Berlin unter Heribert Sasse in Richard III oder zwei Jahre lang im Metropol-Theater in der West Side Story.
Als Synchronsprecher lieh er Sasha für Dominic Monaghan in Im Fahrwasser des Todes oder Michael für Justin Edwards in der Reihe Respectable seine Stimme.
Außerdem war er als die erste Besetzung für Florian in der Hörspielserie Bibi Blocksberg und in einigen Folgen von Benjamin Blümchen zu hören.
Oliver Elias arbeitet seit einiger Zeit auch als Autor und Regisseur für verschiedene Kino- und TV-Bücher und war auch an der Entwicklung zu der RTL-Serie Abschnitt 40 beteiligt. Als Regisseur und Redakteur konnte er mit seiner eigenen Produktionsfirma Pool-Film neben TV-Beiträgen für RTL II und ProSieben verschiedene Musikvideos und Layouts für Polaroid- und Adidas-Werbespots realisieren.

## Filmografie
- 1983: Der Fall Oppenheimer
- 1990: Mit Leib und Seele (ZDF-Fernsehserie, 2 Folgen)
- 1991: Kleinstadtgeschichten
- 1991: Das größte Fest des Jahres – Weihnachten bei unseren Fernsehfamilien
- 1993: Durchreise – Die Geschichte einer Firma (Sechsteiliger Fernsehfilm)
- 1993: Air Albatros (Serie)
- 1993: Die Botschafterin
- 1994: Ihre Exzellenz, die Botschafterin (ZDF-Fernsehserie, 2 Folgen)
- 1995: Ärzte: Herberge für einen Frühling
- 1996: Alarm für Cobra 11 – Die Autobahnpolizei (Serie) – Der Samurai
- 1996: Sprechstunde bei Dr. Frankenstein
- 1997: Schalom meine Liebe
- 1999: Spuren im Eis – Eine Frau sucht die Wahrheit
- 1999: Hots
- 2000: St. Angela (Serie)
- 2000: Abschnitt 40 (Serie)
- 2000: Marlene
- 2001: Streit um drei (Show)
- 2001–2005: Großstadtrevier (Serie, 2 Folgen)
- 2001: Fremdkörper
- 2002: Alphateam – Die Lebensretter im OP (Serie) – Grenzenlose Liebe
- 2003: Adelheid und ihre Mörder (Serie) – Botschaft aus dem Grab
- 2003: Mein Leben & Ich (Serie) – Das Experiment
- 2005: Zeuge der Anklage – Richard W. Sonnenfeldt und der Nürnberger Prozess
- 2007: Afrika, mon amour
- 2007: Das Sichtbare und das Unsichtbare
- 2019: In aller Freundschaft – Die jungen Ärzte (Serie, 2 Folgen)